# Le Grand Docu-Soap
Le Grand Docu-Soap É o sexto álbum do grupo sueco Army of Lovers, lançado em 2001 na Europa e em 2002 nos Estados Unidos, é uma compilação dos álbuns anteriores  incluindo três novas músicas: Let The Sunshine In cover do musical Hair, Hands up cover da dupla francesa Ottawan e Everybody's Gotta Learn Sometime da banda britânica The Korgis.
Junto com o álbum vinha o CD bônus chamada Le Remixed Docu-Soap que contem remix dos maiores sucessos do grupo, mais tarde ele foi vendido separadamente na Rússia.

## Faixas
Le Grand Docu-Soap
1. Ride The Bullet
2. Crucified
3. Obsession
4. Give My Life
5. Sexual Revolution
6. Israelism
7. I Am
8. Lit De Parade
9. Let The Sunshine In
10. Life Is Fantastic
11. Venus & Mars
12. King Midas
13. My Army Of Lovers
14. La Plage De Saint Tropez
15. Candyman Messiah
16. Hands Up
17. Everybody's Gotta Learn Sometimes
18. Supernatural

## Le Remixed Docu-Soap
1. Ride The Bullet (Tren De Amor Mix) (6:25)
2. Crucified (The Nuzak Remix) (8:02)
3. Obsession (Schizoperetta Mix) (6:42)
4. Give My Life (Sound Factory Mix) (6:35)
5. Sexual Revolution (Latin Club Mix) (6:28)
6. Israelism (Coldcalfhorahhorror Mix) (6:57)
7. I Am (Post Modern Vocal Dance) (6:33)
8. Lit De Parade (Plaisir De Nirvana Mix) (7:45)
9. Let The Sunshine In (M12 Maximum Long Club Mix) (7:02)
10. Candyman Messiah (Tolstoy Farm Mix) (5:38)